# Бегонья Віа Дуфресне
Бегонья Віа Дуфресне (ісп. Begoña Vía Dufresne, 13 лютого 1971) — іспанська яхтсменка.
Олімпійська чемпіонка 1996 року в класі 470.